# 日立台
日立台
- 千葉県柏市にある地名 - 本稿で詳述
- 日立柏サッカー場（三協フロンテア柏スタジアム、柏レイソルのホームグラウンド）の愛称 - 上記地名に由来する愛称

日立台（ひたちだい）は、千葉県柏市の地名。現行行政地名は日立台一丁目および日立台二丁目。郵便番号277-0083。

## 概要
場所は柏市のほぼ中心にある。下記のとおり、元々日立製作所の軍需工場があった歴史を持つことから、現在でも日立製作所関連施設が多く存在し、企業名を由来としている町名でもある。中でも、日立製作所本社サッカー部を母体とする柏レイソルのホームグラウンドである「日立柏サッカー場」（三協フロンテア柏スタジアム）が有名であり、日立台は日立柏サッカー場の愛称ともなっている。

## 歴史
- 第二次世界大戦中：当地に、日立製作所の軍需工場が建設される（戦後に廃止）。当時は豊四季の一部であった。
- 1967年（昭和42年）：周辺の区画整理事業により、現在の日立台ができる。

## 世帯数と人口
2017年（平成29年）10月31日現在の世帯数と人口は以下の通りである。
| 丁目         | 世帯数  | 人口  |
| ------------ | ------- | ----- |
| 日立台二丁目 | 152世帯 | 391人 |

## 小・中学校の学区
市立小・中学校に通う場合、学区は以下の通りとなる。
| 丁目         | 番地 | 小学校             | 中学校             |
| ------------ | ---- | ------------------ | ------------------ |
| 日立台一丁目 | 全域 | 柏市立柏第八小学校 | 柏市立柏第四中学校 |
| 日立台二丁目 | 全域 | 柏市立柏第八小学校 | 柏市立柏第四中学校 |

## 交通
柏駅と名戸ケ谷を結ぶバスが町内を通っている。また、柏レイソル試合日には臨時バスが運行される。
また、新柏駅へも徒歩20分程度である。

## 施設
- 日立製作所関連施設
  - 日立柏サッカー場（三協フロンテア柏スタジアム）
  - 株式会社 日立柏レイソル本社
  - 日立製作所健康保険組合柏体育館
- 日立台公園
- 珍來柏日立台店